# Gare de Rozières-sur-Mouzon
Gare de Rozières-sur-Mouzon vasútállomás Franciaországban, Rozières-sur-Mouzon településen.

## Vasútvonalak
Az állomást az alábbi vasútvonalak érintik:
- Merrey–Hymont - Mattaincourt-vasútvonal

## Kapcsolódó állomások
A vasútállomáshoz az alábbi állomások vannak a legközelebb:
- Gare de Lamarche
- Gare de Damblain